# Oleksandr Tkačenko (calciatore 1947)
Oleksandr Mykolajovyč Tkačenko (in ucraino Олександр Миколайович Ткаченко?, in russo Александр Николаевич Ткаченко?, Aleksandr Nikolaevič Tkačenko; Kup"jans'k, 24 gennaio 1947) è un ex calciatore sovietico dal 1991 ucraino, di ruolo portiere.

## Statistiche

### Cronologia presenze e reti in Nazionale
| Cronologia completa delle presenze e delle reti in nazionale ― Unione Sovietica | Cronologia completa delle presenze e delle reti in nazionale ― Unione Sovietica | Cronologia completa delle presenze e delle reti in nazionale ― Unione Sovietica | Cronologia completa delle presenze e delle reti in nazionale ― Unione Sovietica | Cronologia completa delle presenze e delle reti in nazionale ― Unione Sovietica | Cronologia completa delle presenze e delle reti in nazionale ― Unione Sovietica | Cronologia completa delle presenze e delle reti in nazionale ― Unione Sovietica | Cronologia completa delle presenze e delle reti in nazionale ― Unione Sovietica |
| Data                                                                            | Città                                                                           | In casa                                                                         | Risultato                                                                       | Ospiti                                                                          | Competizione                                                                    | Reti                                                                            | Note                                                                            |
| ------------------------------------------------------------------------------- | ------------------------------------------------------------------------------- | ------------------------------------------------------------------------------- | ------------------------------------------------------------------------------- | ------------------------------------------------------------------------------- | ------------------------------------------------------------------------------- | ------------------------------------------------------------------------------- | ------------------------------------------------------------------------------- |
| 29-06-1972                                                                      | San Paolo                                                                       | Uruguay                                                                         | 0 – 1                                                                           | Unione Sovietica                                                                | Amichevole                                                                      | -                                                                               |                                                                                 |
| 02-07-1972                                                                      | Belo Horizonte                                                                  | Argentina                                                                       | 1 – 0                                                                           | Unione Sovietica                                                                | Amichevole                                                                      | -1                                                                              | 89’                                                                             |
| 06-07-1972                                                                      | Belo Horizonte                                                                  | Portogallo                                                                      | 1 – 0                                                                           | Unione Sovietica                                                                | Amichevole                                                                      | -1                                                                              |                                                                                 |
| Totale                                                                          |                                                                                 | Presenze                                                                        | 3                                                                               |                                                                                 | Reti                                                                            | -2                                                                              |                                                                                 |